# هنگ مهاجم دریایی
هنگ مهاجم دریایی (انگلیسی: Marine Raider Regiment) هنگ نیروهای ویژه زیرمجموعه سپاه تفنگداران دریایی ایالات متحده آمریکا و تحت امر ستاد فرماندهی عملیات ویژه ایالات متحده آمریکا است، که در سال ۲۰۰۶ تأسیس شد.